# Hypsibema
Hypsibema is een geslacht van plantenetende ornithischische dinosauriërs behorend tot de groep van de Euornithopoda, dat tijdens het late Krijt leefde in het gebied van het huidige Noord-Amerika.

## Naamgeving en vondst
De typesoort Hypsibema crassicauda werd in 1869 benoemd door Edward Drinker Cope. De geslachtsnaam is afgeleid van het Klassiek Griekse hypsi, "hoog", en bema, "voetstap". Cope meende namelijk uit de kenmerken van het binnenste rechtermiddenvoetsbeen te kunnen afleiden dat het dier met de tenen in het directe verlengde van de middenvoetsbeenderen liep: "Dus de Hypsibemae liepen meer precies op de tenen dan de Hadrosauri deden". De soortaanduiding betekent "met de dikke staart" in het Latijn, een verwijzing naar de omvang van de staartwervels.
Het holotype, USNM 7189, bestaat uit een staartwervel, een gedeeltelijk opperarmbeen, een gedeeltelijk scheenbeen en een stuk van het tweede middenvoetsbeen. Het is door geoloog Washington Carruthers Kerr in 1869 gevonden in de James King marl pits, gelegen in Sampson County, North Carolina, in een laag van de Black Creek-formatie die stamt uit het Campanien. Later is er nog een wervel gevonden, USNM 6136, door Edward Wilber Berry en Lloyd Stephenson.

## Beschrijving

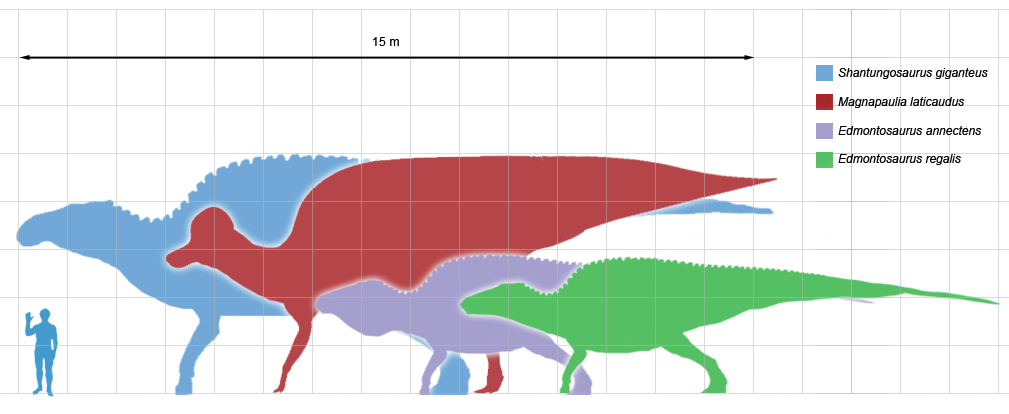
Een vergelijking in grootte tussen Hypsibema, in het paars, met andere grote euornithopoden

Hypsibema is een vrij groot dier waarvan de lengte, afgaande op de groote van de achterpoot, geschat is op negen à tien meter en het gewicht op twee ton. De staartwervel is langwerpig, plat en hoekig.

## Fylogenie
Hoewel Cope de nauwe verwantschap met Hadrosaurus begreep, classificeerde hij Hypsibema niet nader dan een algemeen Dinosauria. Oliver Perry Hay zag er in 1902 een lid van de Stegosauridae in maar toen had Franz Nopcsa al in 1900 de nu nog gebruikelijke indeling in de Hadrosauridae gegeven. Tegenwoordig wordt het taxon als een nomen dubium beschouwd, mede omdat het onzeker is of de wervel wel bij de pootbotten hoort.

## "Hypsibema"missouriensis
In 1945 benoemde Charles Whitney Gilmore een vondst uit 1942 van dertien staartwervels uit Missouri, USNM 16735, als Neosaurus missouriensis, welke hij datzelfde jaar nog hernoemde — omdat de naam Neosaurus al bezet was — tot Parrosaurus missouriensis, een vermeende sauropode. In 1979 benoemden Donald Baird en Jack Horner een Hypsibema missouriensis. Het verband met Hypsibema craasicauda is dubieus en de hele naam wordt tegenwoordig als een nomen dubium beschouwd ondanks dat het, in de vorm van een hadrosauriër, sinds 2004 de officiële staatsdinosauriër van Missouri is.